# Saint-Trojan-les-Bains
Saint-Trojan-les-Bains est une commune du Sud-Ouest de la France, située dans le département de la Charente-Maritime (région Nouvelle-Aquitaine). Ses habitants sont appelés les Saint-Trojannais et les Saint-Trojannaises.
Localisée dans la partie méridionale de l'île d'Oléron, au cœur d’une vaste pinède, la forêt domaniale de Saint-Trojan, cette petite cité d’un peu moins de 1500 habitants est une des principales stations balnéaires de l’île, et également une des plus anciennes. Faisant directement face à la presqu'île d'Arvert et à Ronce-les-Bains, elle bénéficie d’une double façade maritime, sur l’océan Atlantique à l’Ouest et sur le pertuis de Maumusson à l’Est. Le site de la pointe de Gatseau, véritable balcon naturel, correspond à la pointe la plus méridionale de l’île d’Oléron.
L’économie communale, jadis centrée sur la production de primeurs comme les oignons doux de Saint-Trojan, de sel et de résine de pin, est désormais en grande partie tournée vers le tourisme. La ville reste également un petit port de pêche artisanale et une plaque tournante dans la production des huîtres du bassin de Marennes-Oléron, en liaison avec les villes voisines du Château-d’Oléron, de Marennes et de La Tremblade.
Saint-Trojan-les-Bains appartient à la Communauté de communes de l'île d'Oléron, structure intercommunale regroupant 21 889 habitants (2011). Depuis 2011, Saint-Trojan a intégré le réseau des « Villages de Pierres et d'Eau », label initié par le Conseil Départemental afin de promouvoir des sites exceptionnels présentant la particularité d'être situés au bord d'une étendue d'eau (mer, rivière, étang...). Depuis 2015, la commune s'inscrit dans le périmètre du parc naturel marin de l'estuaire de la Gironde et de la mer des Pertuis.

## Géographie

Emplacement de Saint-Trojan-les-Bains en Charente-Maritime.

La commune de Saint-Trojan-les-Bains est située au Sud de l'Île d'Oléron, dans le département de la Charente-Maritime.
Sur un plan plus général, Saint-Trojan-les-Bains est localisée dans la partie Sud-Ouest de la France, au centre de la côte atlantique dont elle est riveraine, faisant partie du « Midi atlantique ».
Une grande partie de son territoire est recouverte par une forêt constituée notamment de pins maritimes, la forêt de Saint-Trojan. La plupart des bâtiments et constructions se trouvent à l'Est de la commune. C'est au Sud de la commune que se trouve le pertuis de Maumusson, qui sépare l'île de la presqu'île d'Arvert et de la région naturelle du Royannais.
Saint-Trojan-les-Bains est une petite station balnéaire et un port ostréicole du bassin de Marennes-Oléron ; un train touristique traverse la forêt d'Est en Ouest.
Le trait de côte est en fort recul côté Atlantique notamment depuis la tempête Xynthia[réf. nécessaire]. Ce recul du trait de côte a lentement gagné sur les dunes de sable au fil des années et, par endroits, la dernière dune ayant disparu, la mer s'infiltre directement dans la forêt à marée haute lors des forts coefficients et/ou fortes dépressions atmosphériques, allant jusqu'à traverser la forêt et déboucher dans la baie de Gatseau.
|  | Le Grand-Village-Plage | Le Château-d'Oléron            |
|  | Saint-Trojan-les-Bains |                                |
|  |                        | La Tremblade (Ronce-les-Bains) |

## Urbanisme

### Typologie
Au 1er janvier 2024, Saint-Trojan-les-Bains est catégorisée commune rurale à habitat dispersé, selon la nouvelle grille communale de densité à 7 niveaux définie par l'Insee en 2022.
Elle appartient à l'unité urbaine de Saint-Trojan-les-Bains, une agglomération intra-départementale dont elle est ville-centre,. La commune est en outre hors attraction des villes,.
La commune, bordée par l'océan Atlantique, est également une commune littorale au sens de la loi du 3 janvier 1986, dite loi littoral. Des dispositions spécifiques d’urbanisme s’y appliquent dès lors afin de préserver les espaces naturels, les sites, les paysages et l’équilibre écologique du littoral, tel le principe d'inconstructibilité, en dehors des espaces urbanisés, sur la bande littorale des 100 mètres, ou plus si le plan local d’urbanisme le prévoit.

### Occupation des sols
L'occupation des sols de la commune, telle qu'elle ressort de la base de données européenne d’occupation biophysique des sols Corine Land Cover (CLC), est marquée par l'importance des forêts et milieux semi-naturels (76,6 % en 2018), une proportion sensiblement équivalente à celle de 1990 (77,3 %). La répartition détaillée en 2018 est la suivante : 
forêts (68,7 %), zones urbanisées (11,5 %), milieux à végétation arbustive et/ou herbacée (6,6 %), zones humides côtières (6,3 %), prairies (3,5 %), zones agricoles hétérogènes (2,1 %), espaces ouverts, sans ou avec peu de végétation (1,3 %). L'évolution de l’occupation des sols de la commune et de ses infrastructures peut être observée sur les différentes représentations cartographiques du territoire : la carte de Cassini (XVIIIe siècle), la carte d'état-major (1820-1866) et les cartes ou photos aériennes de l'IGN pour la période actuelle (1950 à aujourd'hui).

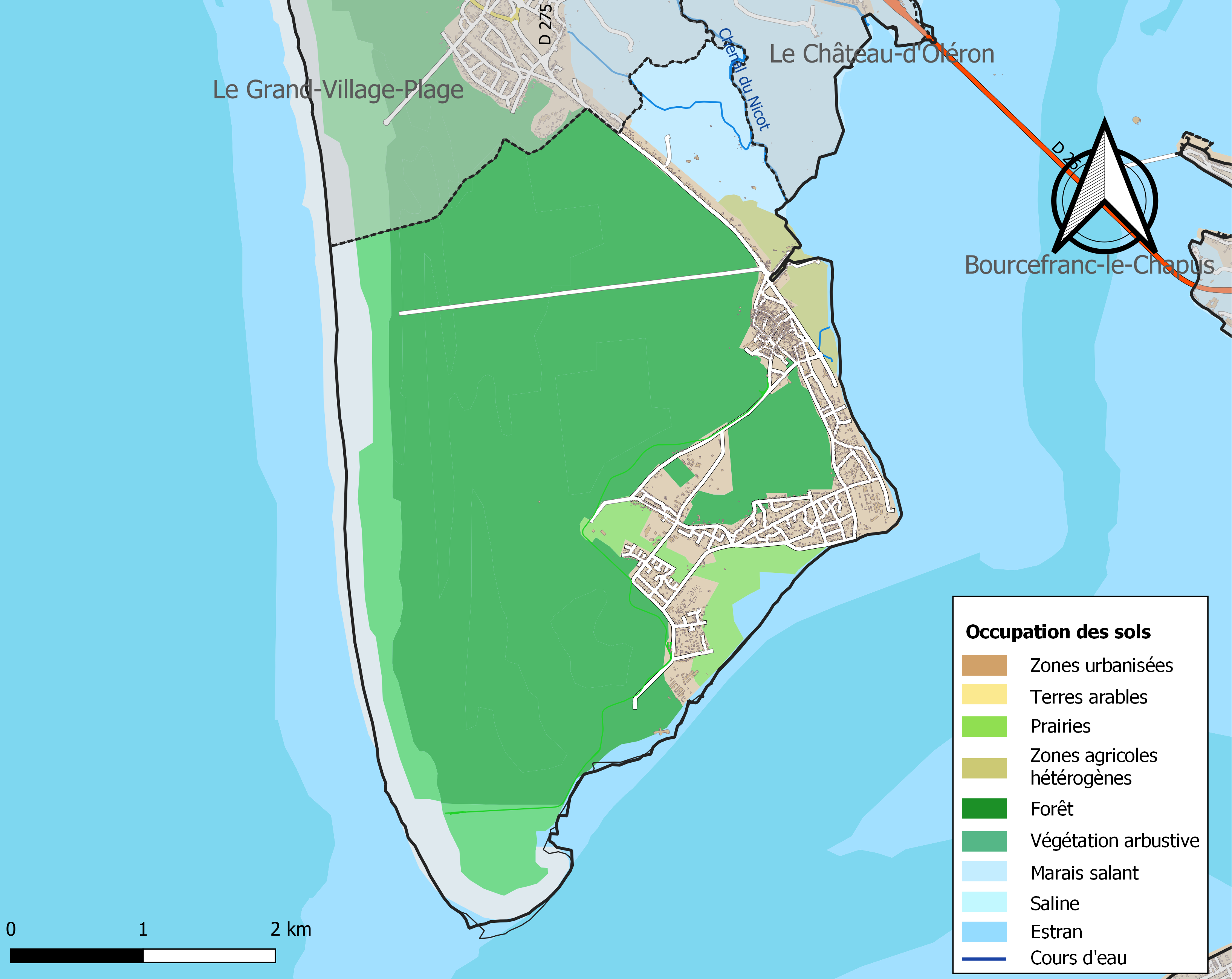
Carte des infrastructures et de l'occupation des sols de la commune en 2018 (CLC).

### Risques majeurs
Le territoire de la commune de Saint-Trojan-les-Bains est vulnérable à différents aléas naturels : météorologiques (tempête, orage, neige, grand froid, canicule ou sécheresse), inondations, feux de forêts, mouvements de terrains et séisme (sismicité modérée). Il est également exposé à un risque technologique, le transport de matières dangereuses. Un site publié par le BRGM permet d'évaluer simplement et rapidement les risques d'un bien localisé soit par son adresse soit par le numéro de sa parcelle.

#### Risques naturels
La commune fait partie du territoire à risques importants d'inondation (TRI) du littoral charentais-maritime, regroupant 40 communes concernées par un risque de submersion marine de la zone côtière, un des 21 TRI qui ont été arrêtés fin 2012 sur le bassin Adour-Garonne et confirmé en 2018 lors du second cycle de la Directive inondation, mais annulé en 2020. Les submersions marines les plus marquantes des XXe et XXIe siècles antérieures à 2019 sont celles liées à la tempête du 9 février 1924, à la tempête du 15 février 1957, aux tempêtes Lothar et Martin des 26 et 27 décembre 1999 et à la tempête Xynthia des 27 et 28 février 2010. D’une violence exceptionnelle, la tempête Xynthia a fortement endommagé le littoral de la Charente Maritime : douze personnes ont perdu la vie (essentiellement par noyade), des centaines de familles ont dû être relogées, et, sur un linéaire de l’ordre de 400 km de côte et de 225 km de défenses contre la mer, environ la moitié de ces ouvrages a subi des dommages plus ou moins importants. C’est environ 5 000 à 6 000 bâtiments qui ont été submergés et 40 000 ha de terres agricoles. La commune a été reconnue en état de catastrophe naturelle au titre des dommages causés par les inondations et coulées de boue survenues en 1982, 1999 et 2010,.
Saint-Trojan-les-Bains est exposée au risque de feu de forêt du fait de la présence sur son territoire du massif de l'Ile d’Oléron, un massif classé à risque dans le plan départemental de protection des forêts contre les incendies (PDPFCI), élaboré pour la période 2017-2026 et qui fait suite à un plan 2007-2016. Les mesures individuelles de prévention contre les incendies sont précisées par divers arrêtés préfectoraux et s’appliquent dans les zones exposées aux incendies de forêt et à moins de 200 mètres de celles-ci. L’article L.131-1 du code forestier et l’arrêté du 2 décembre 2020 règlementent l'emploi du feu en interdisant notamment d’apporter du feu, de fumer et de jeter des mégots de cigarette dans les espaces sensibles et sur les voies qui les traversent sous peine de sanctions. Un autre arrêté du 2 décembre 2020 rend le débroussaillement obligatoire, incombant au propriétaire ou ayant droit,,,.

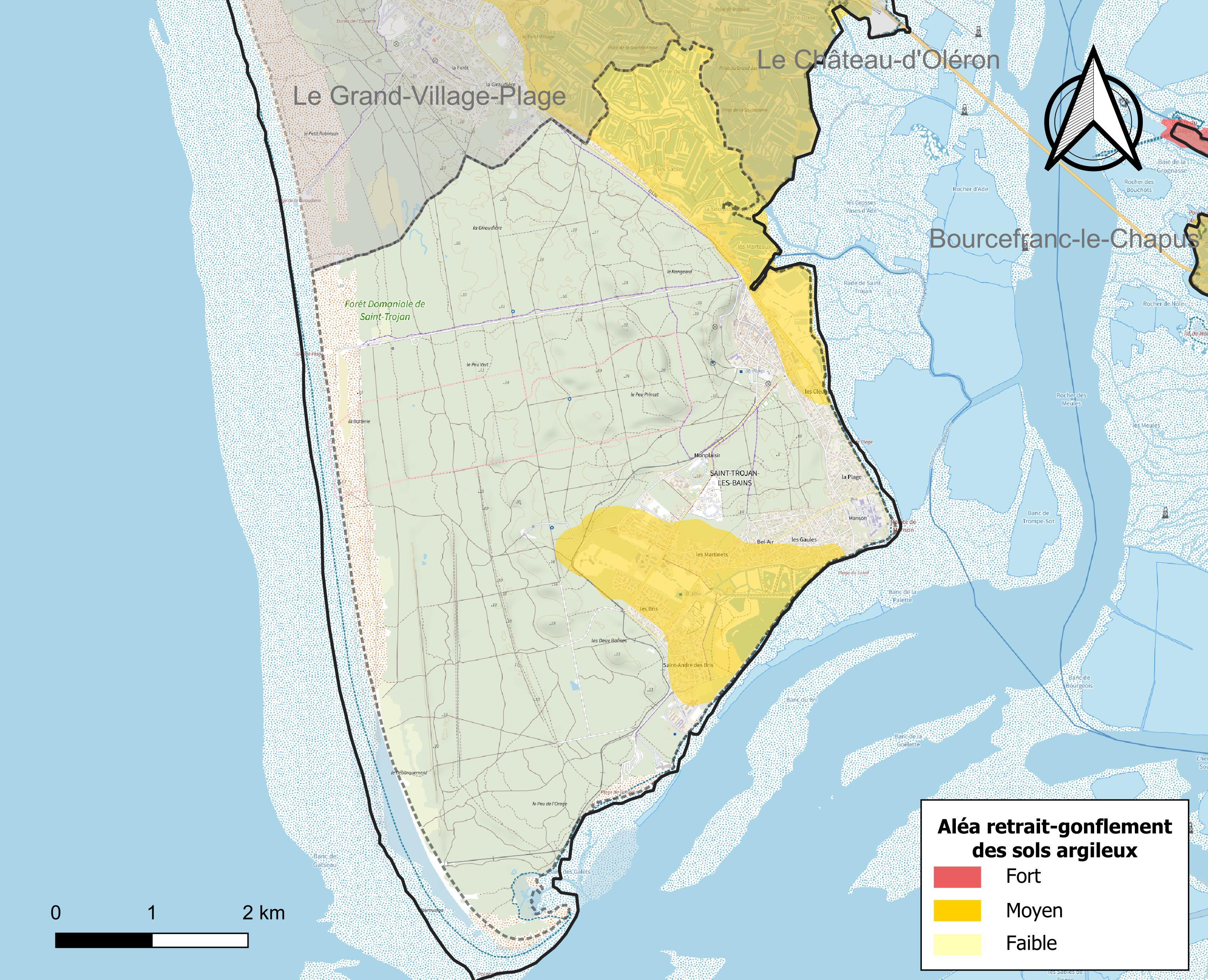
Carte des zones d'aléa retrait-gonflement des sols argileux de Saint-Trojan-les-Bains.

Les mouvements de terrains susceptibles de se produire sur la commune sont des tassements différentiels.
Le retrait-gonflement des sols argileux est susceptible d'engendrer des dommages importants aux bâtiments en cas d’alternance de périodes de sécheresse et de pluie. 17,6 % de la superficie communale est en aléa moyen ou fort (54,2 % au niveau départemental et 48,5 % au niveau national). Sur les 1 739 bâtiments dénombrés sur la commune en 2019, 745 sont en aléa moyen ou fort, soit 43 %, à comparer aux 57 % au niveau départemental et 54 % au niveau national. Une cartographie de l'exposition du territoire national au retrait gonflement des sols argileux est disponible sur le site du BRGM,.
Par ailleurs, afin de mieux appréhender le risque d’affaissement de terrain, l'inventaire national des cavités souterraines permet de localiser celles situées sur la commune.
Concernant les mouvements de terrains, la commune a été reconnue en état de catastrophe naturelle au titre des dommages causés par la sécheresse en 2003 et par des mouvements de terrain en 1999 et 2010.

#### Risques technologiques
Le risque de transport de matières dangereuses sur la commune est lié à sa traversée par une ou des infrastructures routières ou ferroviaires importantes ou la présence d'une canalisation de transport d'hydrocarbures. Un accident se produisant sur de telles infrastructures est susceptible d’avoir des effets graves sur les biens, les personnes ou l'environnement, selon la nature du matériau transporté. Des dispositions d’urbanisme peuvent être préconisées en conséquence.

## Toponymie
Le village tire son nom de saint Trojan, évêque de Saintes mort en 532.
Une carte de l'île d'Oléron datant de 1627 mentionne le village sous le toponyme Saint Urgean ; en saintongeais, la commune se nomme encore Saint-Urjhan.
Durant la révolution, de 1791 à 1793, le village sera rebaptisé La Montagne.
En 1793, le village sera officiellement baptisé Saint-Trojean, avant de prendre le nom de Saint-Trojan-les-Bains le 15 décembre 1898.

## Histoire
La ville fut dès le début du XXe siècle une station balnéaire réputée pour la qualité de son air, en témoignent les villas des années 1920 et 1930 le long du boulevard de la plage, l'installation fin XIXe du sanatorium, aujourd'hui devenu le Centre Hélio-Marin. L'agrément de ces villas amène un certain nombre de plantes non endémiques, dont les mimosas et arbousiers.
À partir de 1904, Saint-Trojan est relié aux autres villages de l'île jusqu'à Saint-Denis par le chemin de fer de l'île d'Oléron, une ligne de 36 km exploitée par les chemins de fer économiques des Charentes. La concurrence rude de la route mettra fin à cette liaison en 1934.
En 1917, une base d'hydravions pour l'armée américaine est construite sur le territoire de la commune côté Coureau d'Oléron, et deviendra plus tard un préventorium puis le centre départemental Lannelongue. Les rampes de mise à l'eau des hydravions sont cependant toujours visibles.
La plage de Gatseau vit le 30 avril 1945 le débarquement des troupes alliées venues libérer l'île qui abritait une base aérienne allemande sur l'aérodrome de Saint-Pierre. Une borne en grès rappelle cet évènement à proximité de la gare de Gatseau.
En 1949, le 19 novembre, scission d'une partie de la commune pour former la commune Le Grand-Village-Plage.
En février 1959 a lieu la première fête du mimosa, évènement local très populaire depuis.
En 1963, le P'tit Train de Saint-Trojan voit le jour.

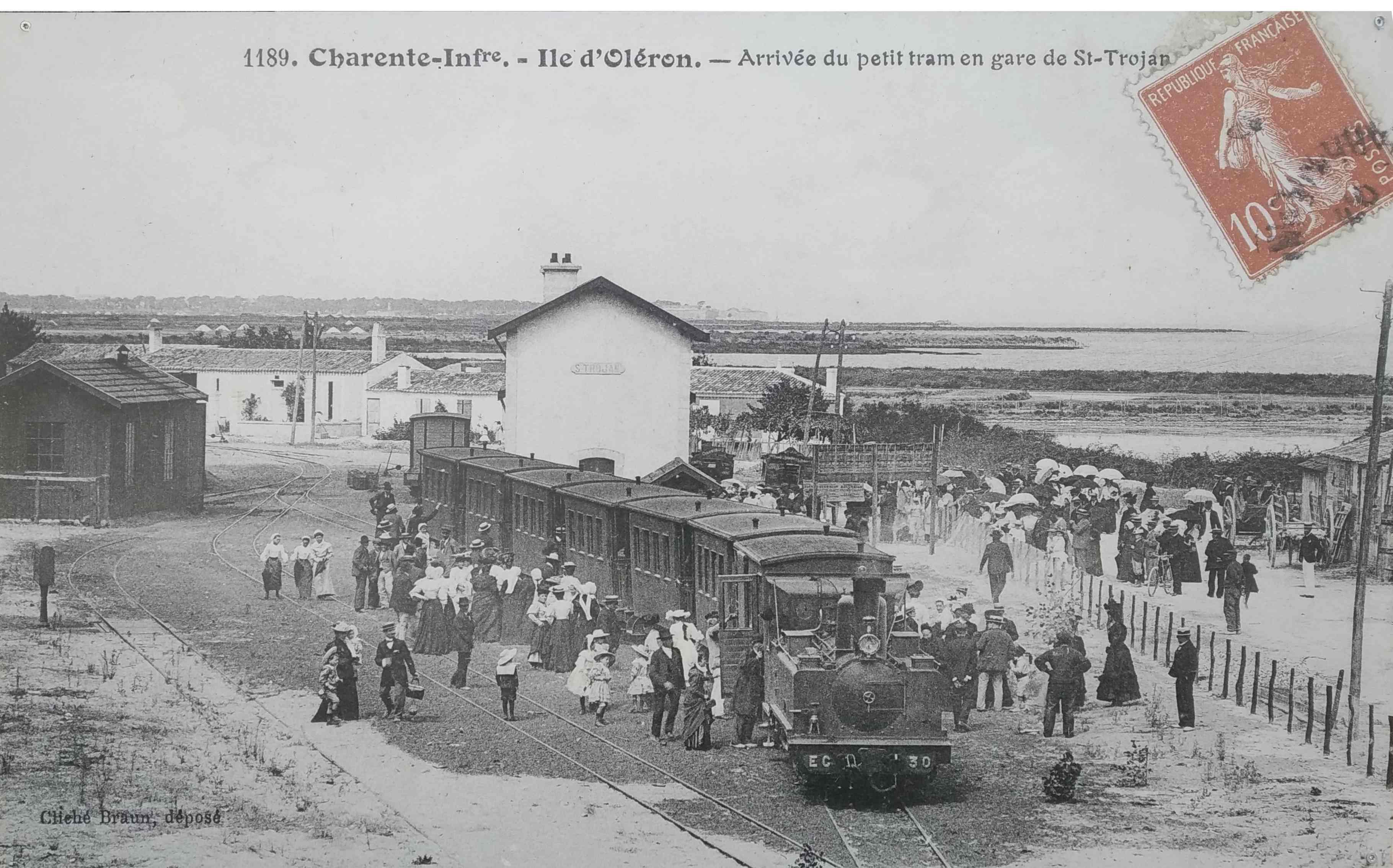
La gare des chemins de fer économiques des Charentes.
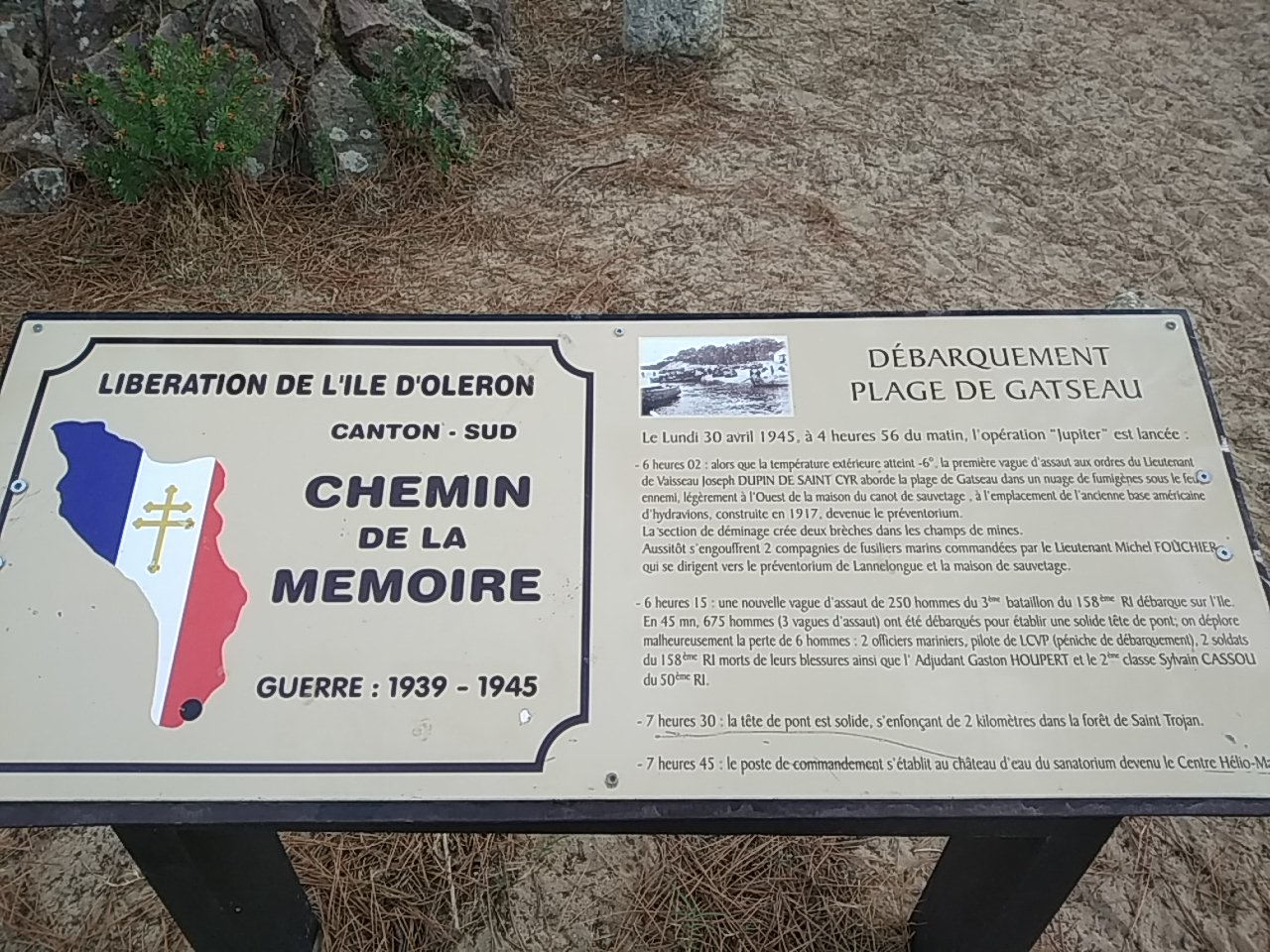
Panneau explicatif du mémorial du débarquement allié du 30 avril 1945 sur la plage de Gatseau pour libérer l'île d'Oléron.

## Administration

### Administration municipale
De 1789 à 1799, en vertu de la loi du 14 décembre 1789, les maires (agent municipaux) sont élus au suffrage direct pour 2 ans et rééligibles, par les citoyens actifs de la commune âgés d'au moins 25 ans, contribuables payant une contribution au moins égale à 3 journées de travail dans la commune. Sont éligibles ceux qui paient un impôt équivalent au moins à dix journées de travail.
De 1799 à 1848, La constitution du 22 frimaire an VIII (13 décembre 1799) revient sur l’élection du maire, les maires sont nommés par le préfet pour les communes de moins de 5 000 habitants. La Restauration instaure la nomination des maires et des conseillers municipaux. Après les lois organiques de 1831, les maires sont nommés par le roi pour les communes de plus de 3 000 habitants, et par le préfet pour les plus petites, mais les conseillers municipaux sont élus au suffrage censitaire pour six ans.
Du 3 juillet 1848 à 1851, les maires sont élus par le conseil municipal pour les communes de moins de 6 000 habitants.

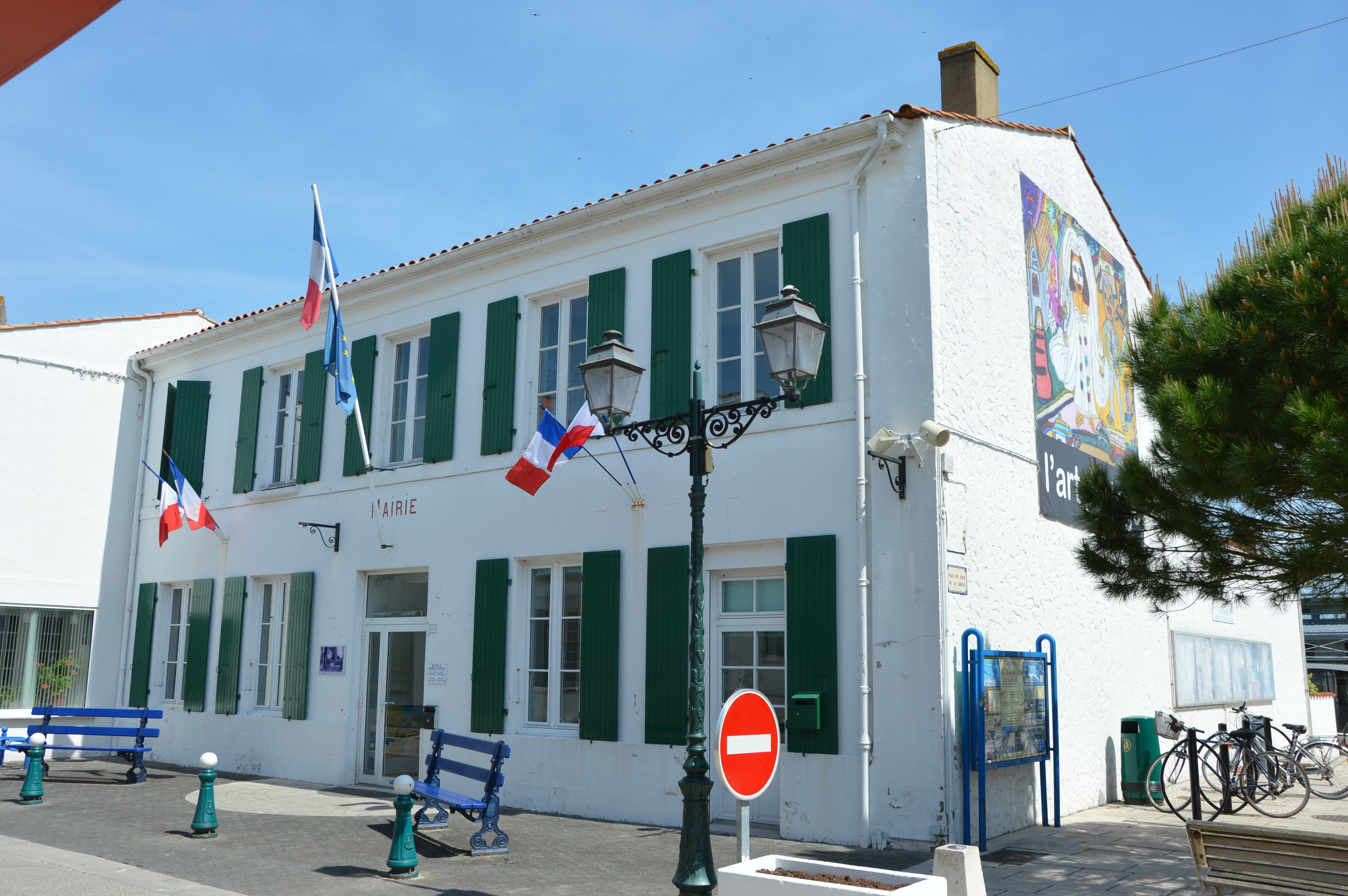
La mairie de Saint-Trojan.

De 1851 à 1871, les maires sont nommés par le préfet, pour les communes de moins de 3 000 habitants et pour 5 ans à partir de 1855. Après 1871, les maires sont de nouveau élus, sauf dans les chefs-lieux (de départements, d'arrondissements ou de cantons).
Ce n'est que le 28 mars 1882, qu'une loi sur l'organisation municipale encore en vigueur est votée, et qui régit le principe de l'élection du maire et des adjoints par le conseil municipal, quelle que soit l'importance de la commune sauf pour Paris. La loi du 5 avril 1884 fixe le mandat à quatre ans, durée portée le 10 avril 1929 à six ans.
La commune ayant moins de 3 500 habitants l'élection des conseillers municipaux est au scrutin majoritaire plurinominal à deux tours, avec panachage : 
- au premier tour, des candidats sont élus s'ils ont obtenu la majorité absolue et le vote d'au moins le quart des électeurs inscrits[32] ;
- au second tour, la majorité relative suffit. Les listes ne sont pas obligatoires. Les suffrages sont comptabilisés individuellement, et le panachage est autorisé.

### Liste des maires
| Période                                  | Période  | Identité                | Étiquette | Qualité                                        |
| ---------------------------------------- | -------- | ----------------------- | --------- | ---------------------------------------------- |
| avant 1951                               | ?        | Antony Dubois-Fesseau   | RPF       | Inscrit maritime, ostréiculteur                |
| avant 1981                               | ?        | Marc Lacotte            |           |                                                |
| 2001                                     | 2008     | Alain Bohée             |           |                                                |
| 2008                                     | 2020     | Pascal Massicot         | DVD       | Médecin Président de la Communauté de Communes |
| 2020                                     | En cours | Marie-Josée Villautreix |           |                                                |
| Les données manquantes sont à compléter. |          |                         |           |                                                |

### Région
À la suite de la réforme administrative de 2014 ramenant le nombre de régions de France métropolitaine de 22 à 13, la commune appartient depuis le 1er janvier 2016 à la région Nouvelle-Aquitaine, dont la capitale est Bordeaux. De 1972 au 31 décembre 2015, elle a appartenu à la région Poitou-Charentes, dont le chef-lieu était Poitiers.

## Jumelages
- Kraainem (Belgique) depuis 1979.
- Seeshaupt (Allemagne) depuis 1981.

## Démographie
L'évolution du nombre d'habitants est connue à travers les recensements de la population effectués dans la commune depuis 1793. Pour les communes de moins de 10 000 habitants, une enquête de recensement portant sur toute la population est réalisée tous les cinq ans, les populations de référence des années intermédiaires étant quant à elles estimées par interpolation ou extrapolation. Pour la commune, le premier recensement exhaustif entrant dans le cadre du nouveau dispositif a été réalisé en 2004.

En 2022, la commune comptait 1 118 habitants, en évolution de −15,5 % par rapport à 2016 (Charente-Maritime : +4,04 %, France hors Mayotte : +2,11 %).
| 1793 | 1800 | 1806 | 1821 | 1831 | 1836 | 1841 | 1846 | 1851 |
| ---- | ---- | ---- | ---- | ---- | ---- | ---- | ---- | ---- |
| 906  | 913  | 829  | 777  | 835  | 886  | 951  | 882  | 990  |

| 1856 | 1861  | 1866  | 1872 | 1876 | 1881 | 1886  | 1891  | 1896  |
| ---- | ----- | ----- | ---- | ---- | ---- | ----- | ----- | ----- |
| 972  | 1 003 | 1 018 | 987  | 980  | 989  | 1 038 | 1 100 | 1 161 |

| 1901  | 1906  | 1911  | 1921  | 1926  | 1931  | 1936  | 1946  | 1954  |
| ----- | ----- | ----- | ----- | ----- | ----- | ----- | ----- | ----- |
| 1 293 | 1 268 | 1 465 | 1 646 | 2 038 | 2 255 | 2 196 | 1 376 | 1 565 |

| 1962  | 1968  | 1975  | 1982  | 1990  | 1999  | 2004  | 2006  | 2009  |
| ----- | ----- | ----- | ----- | ----- | ----- | ----- | ----- | ----- |
| 1 473 | 1 666 | 1 488 | 1 275 | 1 490 | 1 624 | 1 495 | 1 486 | 1 471 |

| 2014  | 2019  | 2022  | - | - | - | - | - | - |
| ----- | ----- | ----- | - | - | - | - | - | - |
| 1 341 | 1 145 | 1 118 | - | - | - | - | - | - |

## Lieux et monuments
- Le p'tit train de Saint-Trojan[36], conçu par le docteur Pol Gala, fut inauguré le samedi 29 juin 1963 entre Saint-Trojan-les-Bains et Gatseau. Ce réseau, en voie de 0,60 m, largement inspiré, tant par son tracé que par le matériel mis en service, par celui de Royan à Ronce-les-Bains, fonctionne entre avril et septembre. Long de près de 6 kilomètres, le P'tit train de Saint-Trojan dessert les plages de Gatseau et de Maumusson, à la pointe Sud de l'île d'Oléron.

- L'église Saint-Trojan, est située dans le centre-bourg. Elle a été construite en 1660[37].

- Forêt de Saint-Trojan, vaste pinède de 2000 hectares classée en forêt domaniale.
- Le monument au débarquement des troupes alliées le 30 avril 1945 est visible à côté de la Gare de Gatseau.

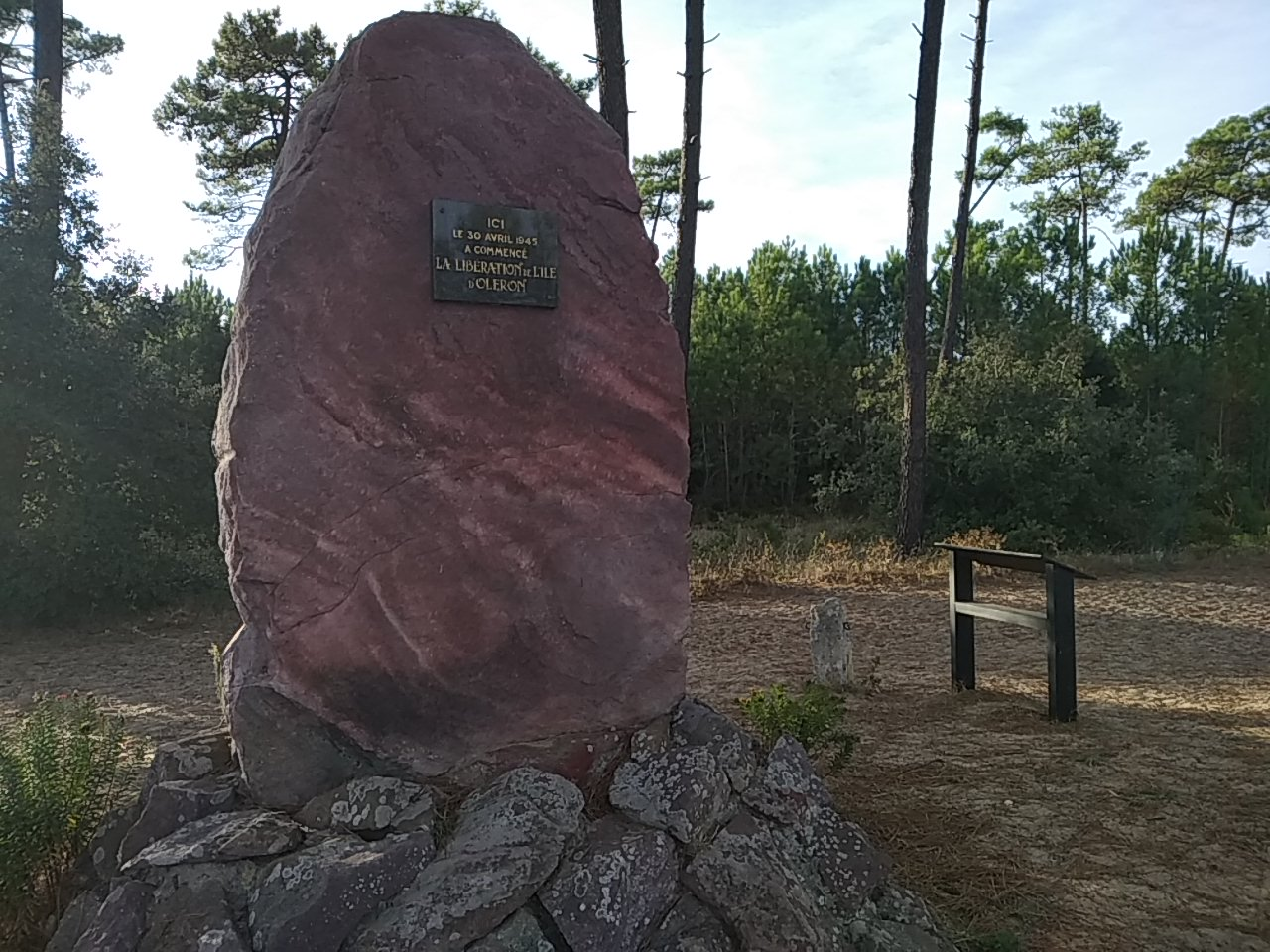
Mémorial du débarquement allié du 30 avril 1945 pour libérer l'île d'Oléron.

## Héraldique
| Blason | Blasonnement : Coupé : au 1er losangé d’azur et d’or, au pal de sinople brochant, au 2e d’azur à la coquille renversée accostée de deux pommes de pin, le tout d’or. |

## Galerie

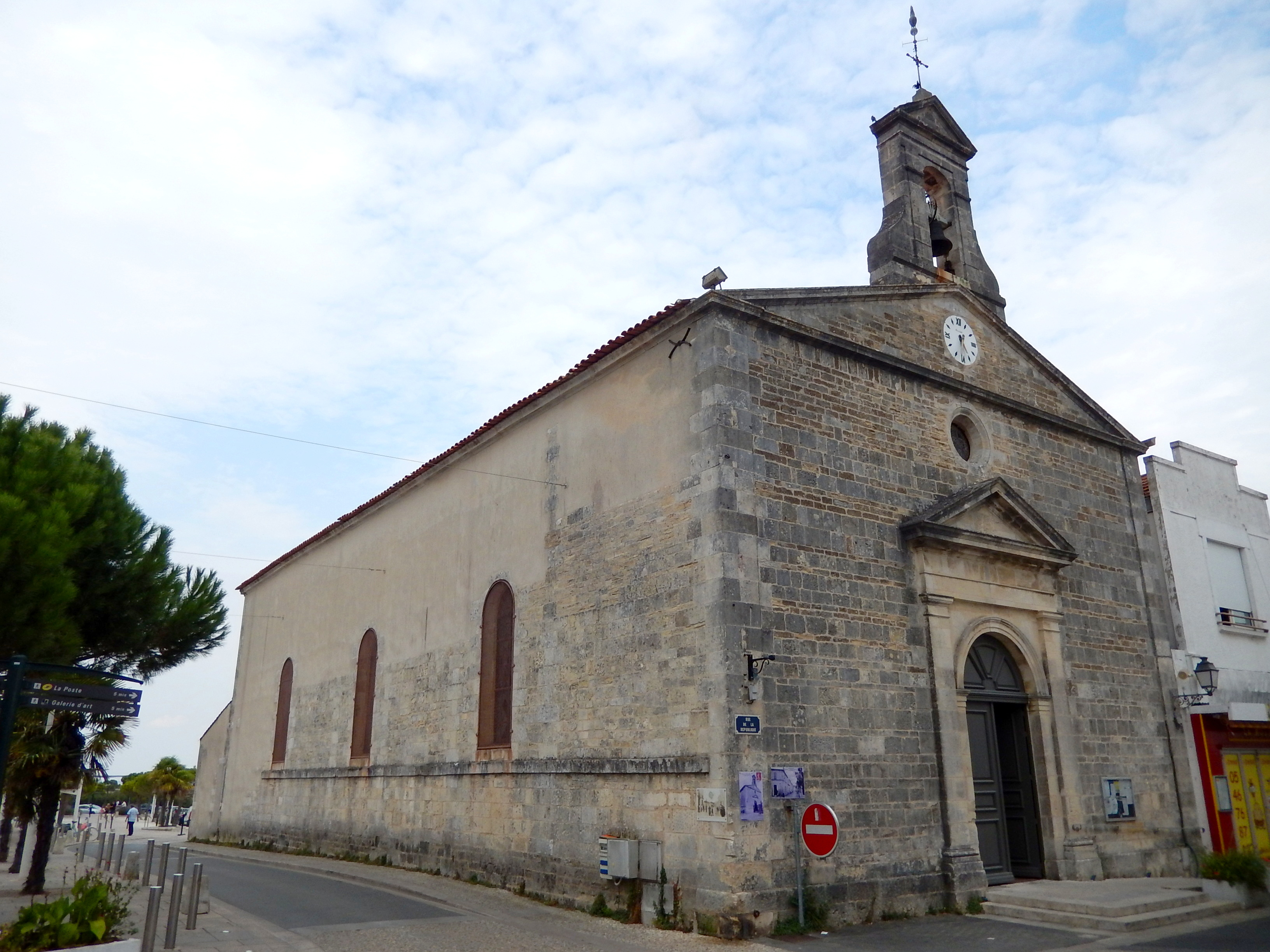
L’église de Saint-Trojan.
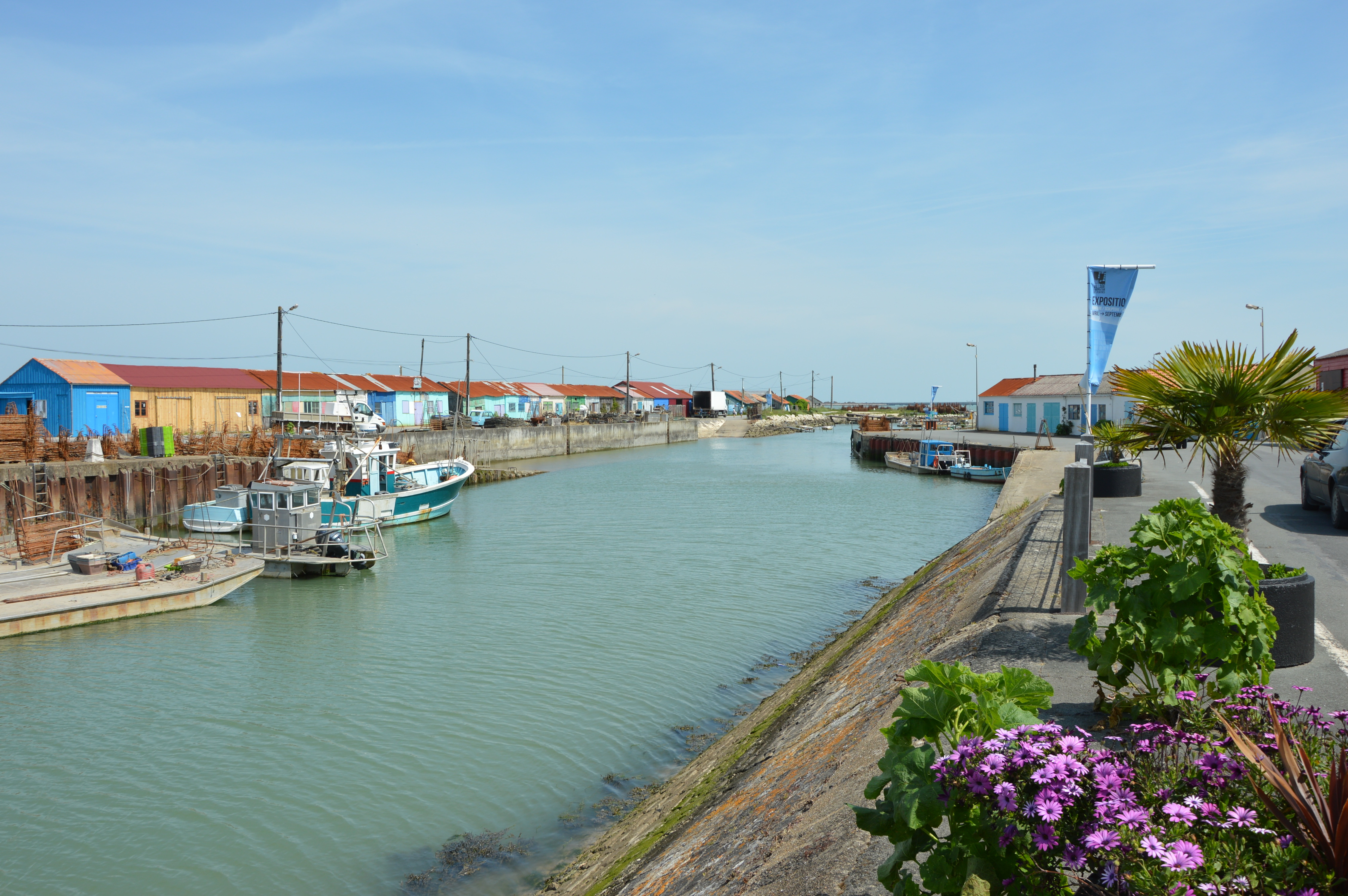
Le port de Saint-Trojan.
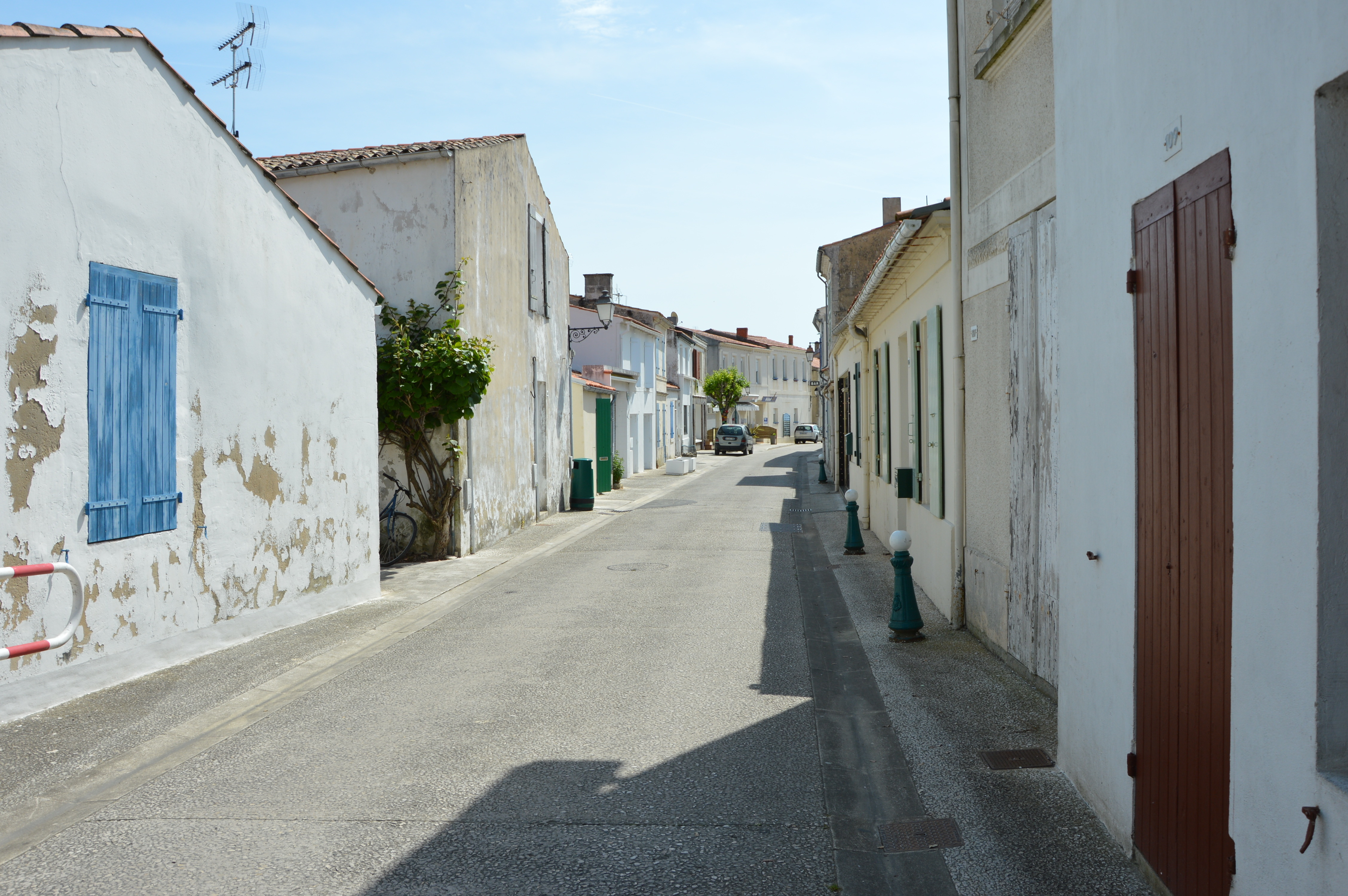
L’entrée nord-ouest de la rue de la République dans le centre de Saint-Trojan.
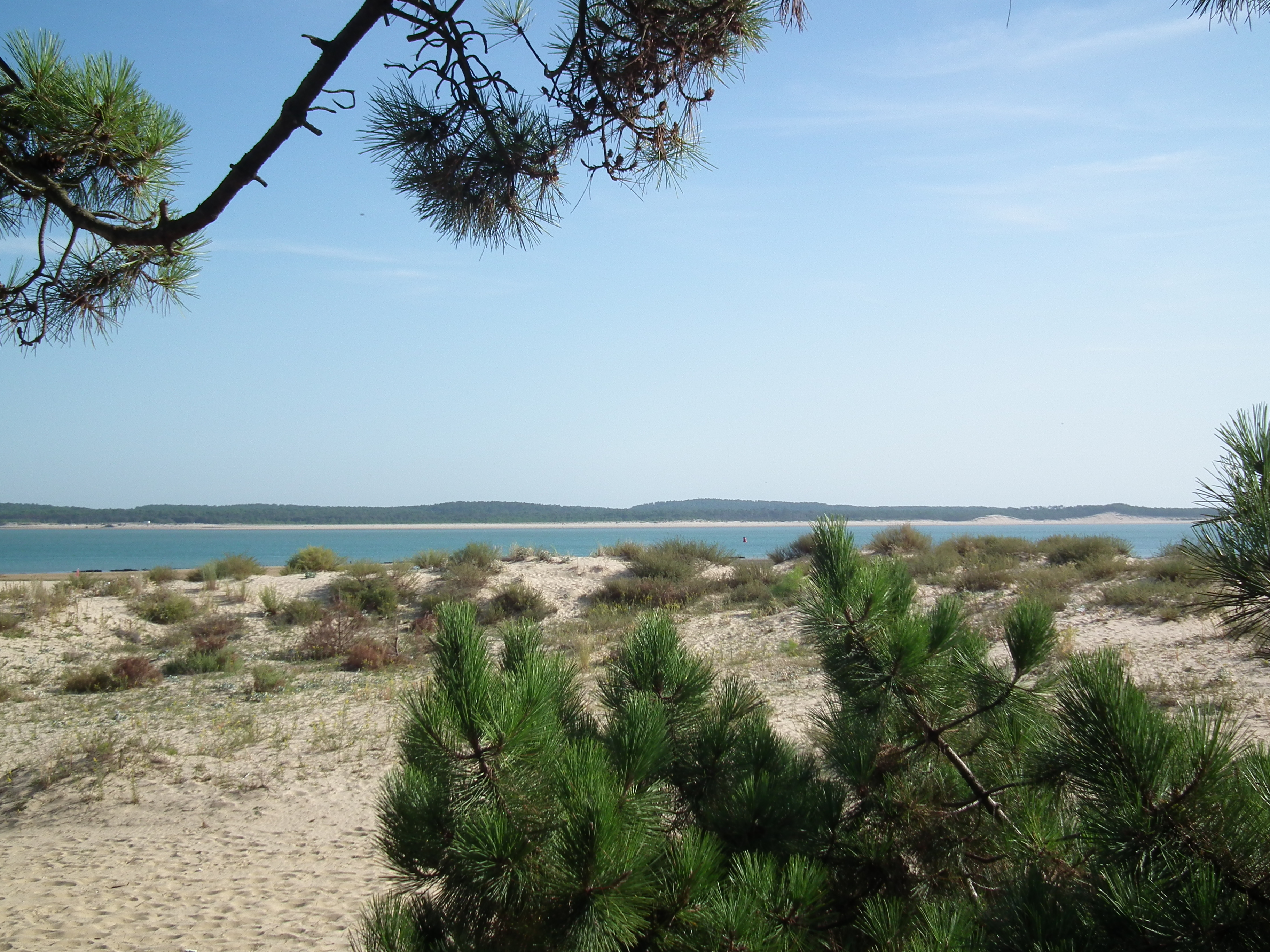
Une plage à la pointe de Gatseau.